# إيدسون مينديز
إيديسون فيسنتي مينديز مينديز، من مواليد 16 مارس 1979 في تشوتا في الإكوادور، لاعب كرة قدم إكوادوري.
بدأ مسيرته الكروية مع نادي سوسيداد ديبورتيفو كيوتو في عام 1997، ولعب معهم حتى عام 2002، وشارك معهم في 192 مباراة وسجل 18 هدف، وفي موسم 2002/2003 انتقل إلى نادي إلناسيونال، ولعب معهم 34 مباراة وسجل 4 أهداف، وفي عام 2004 انتقل إلى نادي إيرابوانتو، ولعب معهم 16 مباراة وسجل 5 أهداف، وفي عام 2004 انتقل إلى نادي سانتوس لاغونا، ولعب معهم 14 مباراة وسجل هدفين، وفي موسم 2005/2006 انتقل إلى نادي كيوتو، ولعب معهم 57 مباراة وسجل 6 أهداف، ومنذ عام 2006 وهو يلعب مع نادي بي أس في آيندهوفن الهولندي.
بدأ باللعب مع منتخب الإكوادور لكرة القدم في عام 2000.

## وصلات خارجية
- إيدسون مينديز على موقع الاتحاد الدولي (مؤرشف)  (الإنجليزية)
- إيدسون مينديز على موقع قاعدة بيانات كرة القدم.إي يو (الإنجليزية)
- إيدسون مينديز على موقع ناشيونال فوتبول تيمز (الإنجليزية)
- إيدسون مينديز على موقع Soccerway.com (الإنجليزية)
- إيدسون مينديز على موقع عالم كرة القدم.نت (الإنجليزية)
- إيدسون مينديز على موقع AS.com (الإسبانية)